# Saison 1933-1934 de l'Olympique de Marseille
Maillots
Chronologie
Saison précédente Saison suivante
L'Olympique de Marseille s'aligne pour la saison 1933-1934 en Division 1 et en Coupe de France.

## Résumé de la saison
L'Olympique de Marseille finit 3e du championnat et finaliste de la 17e édition de la coupe de France.
Alors que tous les clubs ont joué l'intégralité de leur match de championnat, l'OM compte encore trois rencontres à jouer. La presse désigne déjà le club marseillais comme le champion virtuel, puisque les Olympiens comptent un point de retard et une différence de but favorable sur le leader, le FC Sète. Ainsi, un seul résultat nul en trois confrontations suffit aux phocéens pour être champion. Le club perd ses trois derniers matchs et échoue dans sa quête du titre.
Dans le même temps a lieu la finale de la coupe de France, l'Olympique de Marseille s'incline 1-2 contre les sétois.
"Pépito" Alcazar inscrit le 100e but de l'OM en championnat (EAC Roubaix, J24) et aligne une deuxième saison consécutive en tant que meilleur buteur du club.

## Effectif

### Performance internationale
| Joueur           | Nation                                  | Performance(s)                      | Olympien | Future(s) performance(s)                                       | Olympien |
| Jean Boyer       |                                         | demi-finaliste aux JO d'Anvers 1920 | Non      | -                                                              | -        |
| Jean Boyer       | quart de finaliste aux JO de Paris 1924 | Non                                 |          | -                                                              | -        |
| Willy Kohut      |                                         | -                                   | -        | finaliste de la Coupe du monde de football de 1938             | Oui      |
| Laurent Di Lorto |                                         | -                                   | -        | quart de finaliste de la Coupe du monde de football de 1938    | Non      |
| Joseph Alcazar   |                                         | -                                   | -        | huitième de finaliste de la Coupe du monde de football de 1934 | Oui      |

Légende
Olympien = performance acquise en tant que joueur de l'OM

## Les rencontres de la saison

### Division 1
| Date              | Journée | Adversaire        | Lieu | Score | Buteurs de l'OM                                                 | Class. | Public |
| ----------------- | ------- | ----------------- | ---- | ----- | --------------------------------------------------------------- | ------ | ------ |
| 3 septembre 1933  | J01     | OGC Nice          | Dom. | 4 - 0 | Boyer 17e, Durand 32e, Alcazar 44e, Zermani 80e                 | 2e     | 8 000  |
| 10 septembre 1933 | J02     | AS Cannes         | Ext. | 1 - 1 | Eisenhoffer 17e                                                 | 3e     | 4 000  |
| 17 septembre 1933 | J03     | FC Sète           | Dom. | 3 - 3 | Alcazar 40e, Boyer 44e, Eisenhoffer 65e                         | 4e     | 10 000 |
| 24 septembre 1933 | J04     | SC Fives          | Ext. | 2 - 3 | Rabih 30e (pen.), Boyer 42e, Durand 79e                         | 2e     | 12 000 |
| 1er octobre 1933  | J05     | FC Sochaux        | Ext. | 4 - 1 | Kohut 15e                                                       | 5e     | 4 000  |
| 15 octobre 1933   | J06     | Stade rennais FC  | Dom. | 7 - 1 | Alcazar 35e 71e 83e 85e, Roze 77e (csc), Zermani 62e 89e        | 3e     | 9 000  |
| 22 octobre 1933   | J07     | RC Paris          | Ext. | 0 - 1 | Kohut 20e                                                       | 3e     | 7 500  |
| 5 novembre 1933   | J08     | Olympique lillois | Dom. | 1 - 3 | Conchy 67e (pen.)                                               | 4e     | 8 000  |
| 11 novembre 1933  | J09     | SO Montpellier    | Ext. | 3 - 3 | Alcazar 33e, Eisenhoffer 35e, Kohut 53e                         | 4e     | 7 000  |
| 26 novembre 1933  | J10     | FC Antibes        | Dom. | 3 - 2 | Kohut 14e, Boyer 41e 88e                                        | 3e     | 4 000  |
| 3 décembre 1933   | J11     | EAC Roubaix       | Ext. | 4 - 3 | Eisenhoffer 8e, Boyer 20e, Kohut 32e                            | 5e     | 4 000  |
| 17 décembre 1933  | J12     | SC Nîmes          | Ext. | 0 - 2 | Alcazar 18e 36e                                                 | 4e     | 6 000  |
| 23 décembre 1933  | J13     | CA Paris          | Dom. | 3 - 1 | Boyer 20e, Kohut 58e, Eisenhoffer 86e                           | 3e     | 9 000  |
| 25 décembre 1933  | J14     | OGC Nice          | Ext. | 0 - 3 | Boyer 27e 39e, Alcazar 77e                                      | 2e     | 5 000  |
| 31 décembre 1933  | J15     | AS Cannes         | Dom. | 4 - 0 | Alcazar 30e 32e 79e, Rabih 58e (pen.)                           | 1er    | 5 000  |
| 10 janvier 1934   | J16     | FC Sète           | Ext. | 1 - 0 | -                                                               | 4e     | 5 000  |
| 14 janvier 1934   | J17     | SC Fives          | Dom. | 2 - 1 | Boyer 48e, Kohut 53e                                            | 2e     | 10 000 |
| 28 janvier 1934   | J18     | FC Sochaux        | Dom. | 4 - 0 | Alcazar 35e, Kohut 37e, Boyer 55e, Zermani 86e                  | 1er    | 12 000 |
| 11 février 1934   | J19     | Stade rennais FC  | Ext. | 1 - 0 | -                                                               | 1er    | 10 000 |
| 25 février 1934   | J20     | RC Paris          | Dom. | 4 - 1 | Zermani 37e, Kohut 47e 52e 78e                                  | 1er    | 7 000  |
| 1er avril 1934    | J21     | Olympique lillois | Ext. | 6 - 1 | Charbit 27e                                                     | 2e     | 9 000  |
| 12 avril 1934     | J22     | SO Montpellier    | Dom. | 3 - 1 | Boyer 30e, Alcazar 40e, Kohut 77e (pen.)                        | 2e     | 6 000  |
| 29 avril 1934     | J23     | FC Antibes        | Ext. | 1 - 3 | Kohut 35e, Alcazar 64e, Eisenhoffer 86e                         | 1er    | 3 500  |
| 10 mai 1934       | J24     | EAC Roubaix       | Dom. | 2 - 4 | Alcazar 25e, Boyer 79e                                          | 2e     | 10 000 |
| 13 mai 1934       | J25     | SC Nîmes          | Dom. | 7 - 3 | Boyer 17e, Alcazar 35e 60e, Rabih 42e (pen.), Kohut 75e 77e 80e | 1er    | 4 000  |
| 20 mai 1934       | J26     | CA Paris          | Ext. | 3 - 1 | Boyer 38e                                                       | 3e     | 19 000 |

Légende
Dom. = à domicile; Ext. = à l'extérieur; Class. = classement

### Coupe de France

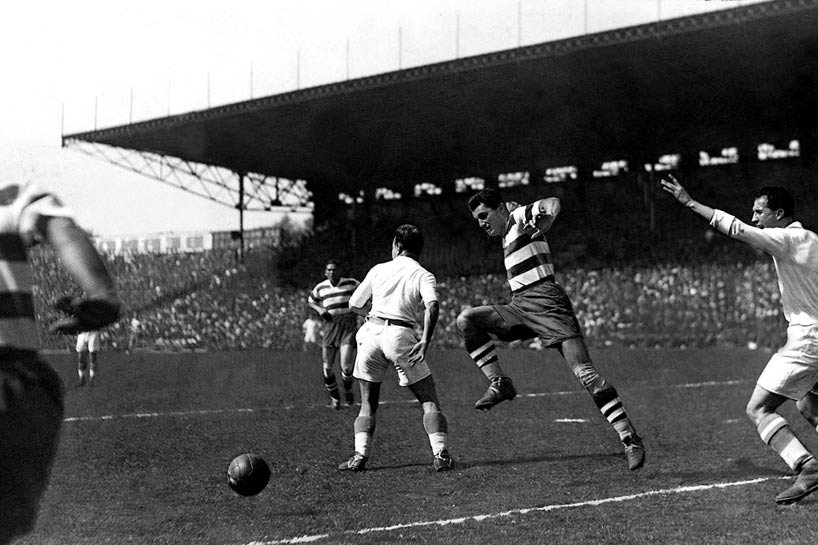
Finale de la Coupe de France entre l'OM et le FC Sète au Stade de Colombes.

| Date             | Tour       | Adversaire       | Lieu                               | Score  | Buteurs de l'OM                                   | Public |
| ---------------- | ---------- | ---------------- | ---------------------------------- | ------ | ------------------------------------------------- | ------ |
| 8 octobre 1933   | 2e tour    | Le Vigan         | Ext.                               | 0 - 10 | Eisenhoffer , Boyer · Kohut , Zermani , H. Conchy | n.c.   |
| 29 octobre 1933  | 3e tour    | Stade raphaëlois | Dom.                               | 19 - 0 | Boyer , Alcazar · Eisenhoffer , Kohut             | 1 500  |
| 19 novembre 1933 | 4e tour    | Cogolin          | Ext.                               | 0 - 8  | Boyer , Kohut , Alcazar                           | n.c.   |
| 10 décembre 1933 | 1/32e      | US Cazérienne    | Dom.                               | 14 - 1 | Boyer , Alcazar , Eisenhoffer , Kohut             | 1 500  |
| 7 janvier 1934   | 1/16e      | Club français    | Dom. à Saint-Etienne               | 2 - 0  | Alcazar 55e, Boyer 68e                            | 3 500  |
| 4 février 1934   | 1/8e       | FC Mulhouse      | Ext.                               | 1 - 2  | Kohut 64e 82e                                     | 5 000  |
| 4 mars 1934      | 1/4        | Stade rennais FC | Dom. à Paris                       | 2 - 2  | Alcazar 75e, Eisenhoffer 85e                      | 24 000 |
| 18 mars 1934     | 1/4 rejoué | Stade rennais FC | Dom. à Strasbourg                  | 4 - 0  | Alcazar 68e 89e, Boyer 72e, Zermani 78e           | 15 000 |
| 8 avril 1934     | 1/2        | RC Roubaix       | Ext.                               | 0 - 1  | Zermani 27e                                       | 6 000  |
| 6 mai 1934       | Finale     | FC Sète          | Neutre Stade de Colombes, Colombes | 1 - 2  | Zermani 2e                                        | 40 600 |

Légende
Dom. = à domicile; Ext. = à l'extérieur; n.c. = non communiqué

## Statistiques

### Statistiques collectives
Ce tableau récapitule l'ensemble des performances du club dans les différentes compétitions disputées lors de la saison.
| Compétition     | Débute au tour | Place ou tour final | Première rencontre | Dernière rencontre | Nombre de matchs |
| Division 1      | -              | 3e                  | 3 septembre 1933   | 20 mai 1934        | 26               |
| Coupe de France | 2e tour        | Finaliste           | 8 octobre 1933     | 6 mai 1934         | 10               |

### Statistiques buteurs
Ce tableau récapitule l'ensemble des statistiques des buteurs dans les différentes compétitions disputées lors de la saison.
| Place   | Nom                  | Championnat de D1 | Coupe de France | TOTAL des BUTS |
| 1       | Joseph Alcazar       | 19 buts           | 20 buts         | 39 buts        |
| 2       | Jean Boyer           | 15 buts           | 20 buts         | 35 buts        |
| 3       | Willy Kohut          | 16 buts           | 9 buts          | 25 buts        |
| 4       | József Eisenhoffer   | 6 buts            | 9 buts          | 15 buts        |
| 5       | Émile Zermani        | 5 buts            | 4 buts          | 9 buts         |
| 6       | Riahi Rabih          | 3 buts            | -               | 3 buts         |
| 7       | Raymond Durand       | 2 buts            | -               | 1 buts         |
| 8       | Max Conchy           | 1 but             | -               | 1 but          |
| 8       | Max Charbit          | 1 but             | -               | 1 but          |
| 8       | Henry Conchy         | -                 | 1 but           | 1 but          |
| #       | contre son camp      | 1 but             | -               | 1 but          |
| Détails | 10 buteurs Olympiens | 69 buts           | 63 buts         | 132 BUTS       |

### Statistiques individuelles
Ce tableau récapitule l'ensemble des statistiques des joueurs dans les différentes compétitions disputées lors de la saison.
| Nat. | Nom          | Championnat | Championnat | Championnat | Championnat  | Coupe de France | Coupe de France | Coupe de France | Coupe de France | Total | Total       | Total  | Total        |
| Nat. | Nom          | M.j.        | But inscrit | Averti      | Carton rouge | M.j.            | But inscrit     | Averti          | Carton rouge    | M.j.  | But inscrit | Averti | Carton rouge |
|      | Allé         | 1           | 0           | 0           | 0            | 1               | 0               | 0               | 0               | 2     | 0           | 0      | 0            |
|      | Di Lorto     | 24          | 0           | 0           | 0            | 9               | 0               | 0               | 0               | 33    | 0           | 0      | 0            |
|      | Monin        | 1           | 0           | 0           | 0            | 0               | 0               | 0               | 0               | 1     | 0           | 0      | 0            |
|      | H. Conchy    | 23          | 0           | 0           | 0            | 10              | 1               | 0               | 0               | 33    | 1           | 0      | 0            |
|      | M. Conchy    | 9           | 1           | 0           | 0            | 5               | 0               | 0               | 0               | 14    | 1           | 0      | 0            |
|      | Kurka        | 20          | 0           | 0           | 0            | 3               | 0               | 0               | 0               | 23    | 0           | 0      | 0            |
|      | Lopez        | 1           | 0           | 0           | 0            | 4               | 0               | 0               | 0               | 5     | 0           | 0      | 0            |
|      | Trees        | 4           | 0           | 0           | 0            | 0               | 0               | 0               | 0               | 4     | 0           | 0      | 0            |
|      | Attarian     | 0           | 0           | 0           | 0            | 0               | 0               | 0               | 0               | 0     | 0           | 0      | 0            |
|      | Bruhin       | 8           | 0           | 0           | 0            | 2               | 0               | 0               | 0               | 10    | 0           | 0      | 0            |
|      | Charbit      | 25          | 1           | 0           | 0            | 10              | 0               | 0               | 0               | 35    | 1           | 0      | 0            |
|      | Drucker      | 16          | 0           | 0           | 0            | 6               | 0               | 0               | 0               | 22    | 0           | 0      | 0            |
|      | Eisenhoffer  | 26          | 6           | 0           | 0            | 9               | 9               | 0               | 0               | 35    | 15          | 0      | 0            |
|      | Kohut        | 3           | 0           | 0           | 0            | 0               | 0               | 0               | 0               | 3     | 0           | 0      | 0            |
|      | Rabih        | 19          | 3           | 0           | 0            | 6               | 0               | 0               | 0               | 25    | 3           | 0      | 0            |
|      | Schiellemann | 7           | 0           | 0           | 0            | 6               | 0               | 0               | 0               | 13    | 0           | 0      | 0            |
|      | Zermani      | 19          | 5           | 0           | 0            | 9               | 4               | 0               | 0               | 28    | 9           | 0      | 0            |
|      | Alcazar      | 23          | 19          | 0           | 0            | 9               | 20              | 0               | 0               | 32    | 39          | 0      | 0            |
|      | Boyer        | 26          | 15          | 0           | 0            | 10              | 20              | 0               | 0               | 36    | 35          | 0      | 0            |
|      | Durand       | 8           | 2           | 0           | 0            | 1               | 0               | 0               | 0               | 9     | 2           | 0      | 0            |
|      | Gallay       | 0           | 0           | 0           | 0            | 0               | 0               | 0               | 0               | 0     | 0           | 0      | 0            |
|      | Kohut        | 23          | 16          | 0           | 0            | 10              | 9               | 0               | 0               | 33    | 25          | 0      | 0            |

Légende
Nat. = nationalité; M.j. = match(s) joué(s)